# A Hole in the Head
A Hole in the Head (bra: Os Viúvos Também Sonham; prt: Tristezas Não Pagam Dívidas) é um filme norte-americano de 1959, do gênero comédia musical, dirigido por Frank Capra, com roteiro de Arnold Schulman baseado em sua peça teatral homônima.
A canção "A Hole in the Head" valeu a seus compositores, James Van Heusen e Sammy Cahn, o Oscar de melhor canção original.

## Sinopse
Tony é dono de um hotel decadente em Miami, mas só pensa em namorar. Quem mais se preocupa é seu filho de 12 anos. Endividado, Tony pede um empréstimo a seu irmão, Mario, que impõe uma condição: ou desiste da guarda do filho ou se casa com a mulher que ele indicar.

## Elenco principal

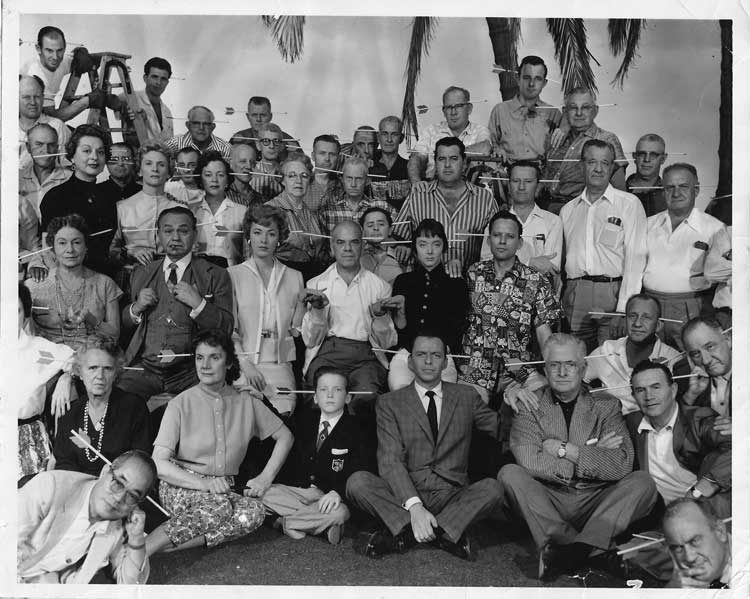
Elenco e equipe do filme posam para fotografia

- Frank Sinatra       ...  Tony Manetta
- Edward G. Robinson  ...  Mario Manetta
- Eleanor Parker      ...  Eloise Rogers
- Carolyn Jones       ...  Shirl
- Thelma Ritter       ...  Sophie Manetta